# Joachim Gocht
Joachim Gocht (* 13. November 1935 in Leutersdorf; † 14. März 2008 in Coswig) war ein deutscher Jazz- und Unterhaltungsmusiker (Altsaxophon, Arrangement, Komposition, Orchesterleiter).

## Leben und Wirken
Gocht spielte zunächst mit seinem Bruder, dem Trompeter Günter Gocht, im lokalen Tanzorchester und bei den Schlagersternen Zittau. In den frühen 1960er Jahren spielte Gocht zumindest bei einzelnen Konzerten mit der Modern Jazz Big Band von Klaus Lenz. Auch veröffentlichte er eigene Jazzkompositionen als  Impressionen '65, darunter „Erinnerung an Satchmo“. Zwischen 1962 und 1967 absolvierte er ein Fernstudium an der Hochschule für Musik „Hanns Eisler“ Berlin;  zwischen 1964 und 1969 leitete er das Tanzorchester Astoria, das auch Schlagerstars wie Dagmar Frederic und Siegfried Uhlenbrock begleitete, für die er auch komponierte. 
Gocht unterrichtete zwischen 1972 und 1977 als Dozent an der Musikhochschule in Berlin Komposition und Arrangement. Weiterhin war er für den Deutschen Fernsehfunk tätig, etwa 1973 als Arrangeur für die Sendung Ein Kessel Buntes und zwischen 1976 und 1991 als musikalischer Leiter der Sendung Alles singt. Ferner leitete er ein eigenes Orchester, mit dem er auch Peter Ehrlicher („Auf eine Reise in die Zeit“) begleitete, und arrangierte für Peter Albert („Die große Schau“, „Wenn“) und Theo Schumann. In späteren Jahren war Gocht außerdem als Arrangeur für Blasmusik aktiv und leitete von 1994 bis zu seinem Tod die Löbauer Berg-Musikanten.

## Theater (Musik)
- 1972: Mit Rainer Northmann: Liebe mit Verlängerung – Regie: Hans-Joachim Martens (Metropol-Theater Berlin)
- 1978: Arrangements für das Musical Prinz von Preussen von Dieter Brand, Harry Sander (Musik), Helmut Bez (Buch) und Jürgen Degenhardt (Buch und Gesangstexte)